# Donald McKayle
Donald McKayle (New York, 6 luglio 1930 – Contea di Orange, 6 aprile 2018) è stato un ballerino, coreografo, insegnante, direttore artistico e scrittore statunitense noto soprattutto per la creazione di opere concertistiche socialmente consapevoli durante gli anni '50 e '60 che si concentrano sull'espressione della condizione umana e, più specificamente, sull'esperienza nera in America. Fu "tra i primi uomini di colore a rompere la barriera razziale attraverso la danza moderna". Il suo lavoro per il palcoscenico, in particolare Games (1951) e Rainbow Round My Shoulder (1959), è stato largamente acclamato e soggetto all'attenzione della critica. Inoltre McKayle fu il primo uomo di colore a dirigere e coreografare i più importanti musical di Broadway, tra cui quelli vincitori del Tony Award Raisin (1973) e Sophisticated Ladies (1981) e lavorò a lungo in televisione e cinema. Da giovane apparve con alcuni dei coreografi più importanti del ventesimo secolo, tra cui Martha Graham, Anna Sokolow e Merce Cunningham e in alcune delle produzioni di punta di Broadway, tra cui House of Flowers (1958) e West Side Story (1957), dove ha prestato servizio per un periodo come direttore della danza di quella produzione. Candidato al Tony Award e all'Emmy Award, McKayle ebbe una cattedra per gli ultimi decenni della sua vita nel dipartimento di danza presso l'UC Irvine, dove fu il professore di danza di Claire Trevor. In precedenza aveva prestato servizio presso le facoltà del Connecticut College, Sarah Lawrence College e Bennington College.

## Primi anni e influenze
McKayle nacque a New York il 6 luglio 1930 e crebbe in una comunità razziale mista dell'East Harlem di immigrati afroamericani, portoricani ed ebrei. Era il secondo figlio di una famiglia di origine borghese immigrata dalla Giamaica. Suo padre aveva lavorato come manutentore al nightclub Copacabana prima di diventare meccanico, mentre sua madre lavorava come assistente medico.
Crescere in un quartiere integrato modellò la comprensione di McKayle delle questioni sociali e dei pregiudizi razziali in America in un periodo in cui razzismo e segregazione erano all'ordine del giorno. McKayle fu anche influenzato dallo stile di vita liberale e attivista dei suoi genitori. Era esposto alla danza sociale e all'atmosfera sociale esuberante delle feste indiane occidentali frequentate dai suoi genitori. Anche l'esperienza educativa di McKayle che frequentava una scuola pubblica al di fuori della comunità di Harlem accrebbe la sua consapevolezza sociale. Le sue convinzioni politiche vennero influenzate dal suo insegnante di inglese del liceo Lewis Allen, noto anche come Abel Meeropol, autore del poema Strange Fruit. Al liceo McKayle si unì alla Frederick Douglass Society per saperne di più sulla storia e il patrimonio afroamericano, un argomento che non veniva insegnato a scuola.
Ma fu uno spettacolo ispiratore di Pearl Primus che suscitò l'interesse di McKayle per la danza da adolescente. Nonostante la mancanza di un addestramento formale per la danza, McKayle fece un'audizione e ricevette una borsa di studio per il New Dance Group nel 1947. McKayle era ambizioso e approfittò avidamente della formazione regolare della compagnia nelle varie forme di danza: moderna, balletto, tip-tap, afro-caraibico, indù e haitiana. Tra i suoi maestri c'erano la pioniera della danza moderna Martha Graham, Merce Cunningham, Anna Sokolow e Karol Shook. I suoi illustri mentori furono Sophie Maslow, Jane Dudley, William Bales e la sua prima insegnante Jean Erdman. Altri insegnanti furono Mary Anthony, Pearl Primus, Jean-Léon Destiné, Hadassah, and Paul Draper. In meno di un anno, McKayle stava coreografando i suoi pezzi di danza completi da concerto.

## Prime coreografie
I primi lavori di McKayle esplorano la condizione umana universale e riflettono i temi dell'unità e della comunità attraverso il movimento espressivo ed emotivo.
All'età di 18 anni McKayle rappresentò in anteprima il suo pezzo solista, Saturday's Child (1948), coreografato con i versi di Countee Cullen. Questo pezzo rappresentava la realtà della povertà e della sofferenza dei senzatetto. Secondo l'autobiografia di McKayle, fu inserito nel Comitato per il Negro nelle Arti a causa delle ripetute rappresentazioni e dell'alta visibilità di questo pezzo. Questa organizzazione era composta da Harlem Renaissance, i cui leader comprendevano Langston Hughes e altri artisti afro-americani emergenti come Harry Belafonte. Il Comitato era dedicato a cambiare i pregiudizi e il razzismo diffuso che rendevano difficile l’appartenenza al mondo dello spettacolo agli afroamericani.
Il classico della danza americana Games (1951) fu il primo grande lavoro di McKayle e lanciò la sua carriera di ballerino. Combina ritmi, canti, canzoni e giochi di strada per creare una scena d'infanzia dedicata esclusivamente alla ricreazione. Ispirato ai ricordi dell'infanzia, Games esplora i temi della povertà e della discriminazione nel plasmare le vite e gli atteggiamenti dei giovani.
Anche Rainbow 'Round My Shoulder (1959) è considerato un capolavoro che incorpora movimento, ritmi e musica africani. I prigionieri di una squadra di lavoratori forzati si muovono con forza attraverso il palco creando una narrativa espressiva attraverso movimenti astratti di lavoro fisico. McKayle allude ai sogni afroamericani di libertà e uguaglianza attraverso questa immagine di schiavitù e prigionia. L'ingiustizia razziale e la violenza del pezzo si concludono quando un membro della squadra  viene colpito e ucciso.

## Broadway/ TV/ Film
I primi lavori di McKayle attirarono l'interesse delle star di Broadway, del pubblico e dei film di Hollywood. Golden Boy (1964) fu la sua prima produzione a Broadway, seguita da I'm Solomon (1969) e Dr. Jazz (1975). McKayle fu il regista e coreografo di Raisin (1974) e fu premiato con un Tony come miglior musical. Fu il responsabile dell'intera ideazione, della messa in scena e della coreografia di Sophisticated Ladies (1981), che ha vinto numerosi premi.
La creazione di coreografie per celebrità portò alle sue apparizioni in programmi televisivi popolari come The Bill Cosby Show e The Ed Sullivan Show. Il lavoro di McKayle è stato trasmesso su tutte le principali reti televisive dal 1951 al 1985. Ha anche coreografato per film come Bedknobs and Broomsticks (1970), The Great White Hope (1972) e The Minstrel Man (1976).

### Film documentario biografico
Donald McKayle : Heartbeats of a Dancemaker Film di Joy Chong-Stannard, Victoria N Kneubuhl, Gregg Lizenbery, Marilyn Cristofori. Colonna sonora di Stephen Fox. Attori: Donald McKayle, Della Reese (narratrice), Harry Belafonte, José Limón Dance Company, San Jose and Cleveland Ballet. Dance Pioneers, Hawaii Public Television, Dance Horizons Video.

## Premi
Nel 1963 McKayle ha ricevuto il Capezio Dance Award e nel 1992 ha ricevuto il Samuel H. Scripps American Dance Festival Award alla carriera. Nel 2004 ha ricevuto l'Heritage Award dalla National Dance Association per i suoi contributi all'educazione alla danza. È stato il primo a ricevere il Distinguished Faculty Lectureship Award for Research dall'Università della California, Irvine, dove era stato istruttore e direttore artistico della compagnia di danza dell'UCI.
Il Bessie for Outstanding Revival 2016 (The New York Dance and Performance Awards) è stato assegnato a Rainbow Round My Shoulder di Donald McKayle, interpretato dalla Dayton Contemporary Dance Company e prodotto dalla Paul Taylor American Modern Dance presso il David H. Koch Theater per aver dato ad un balletto classico moderno una nuova e potente vita, trasformando la rappresentazione di un gruppo di prigionieri afro-americani di metà secolo in un grido risonante per i nostri tempi attuali, eseguito con umanità, artigianato e bellezza.

## Compagnie

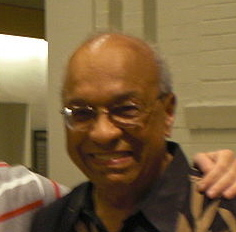
KcKayle nel 2008.

McKayle formò e diresse la sua compagnia di danza, Donald McKayle and Dancers (1951-69) e fu a capo della compagnia di ballo Inner City Repertory dal 1970 al 1974. Mantenne relazioni con compagnie che sono depositarie del suo lavoro tra cui Alvin Ailey American Dance Theatre, il Cleveland San Jose Ballet e il Los Angeles Contemporary Dance Theatre. È stato coreografo della Limon Dance Company dal 1995. Ha inoltre coreografato oltre 70 pezzi per compagnie di danza di tutto il mondo negli Stati Uniti, in Canada, Israele, Europa e Sud America.

## Coreografie scelte
- Saturday's Child (1948)(1960)
- Creole Afternoon (1950)
- Games (1951)
- Her Name was Harriet (1952)
- Nocturne (1953)
- The Street (1954)
- Prelude to Action (1954)
- Four Excursions (1956)
- Rainbow 'Round My Shoulder (1959)
- District Storyville (1962)
- Blood of the Lamb (1963)
- Reflections in the Park (1964)
- Incantation (1968)
- "Songs of the disinherited"

## Attività coreografica a Broadway
- Redhead, 1959 (Associate Choreographer)
- Golden Boy, 1964 (Tony Award nominee for Best Choreography)
- A Time for Singing, 1965
- I'm Solomon, 1968
- Raisin, 1973 (Tony Award nominee for Best Choreography and Best Direction)
- Doctor Jazz, 1975 (Tony Award nominee for Best Choreography)
- Sophisticated Ladies, 1981 (Tony Award nominee for Best Choreography)
- It Ain't Nothin' But the Blues, 1999

### Ruoli
- House of Flowers (1954)
- West Side Story (1957)

## Coreografie scelte per cinema e televisione
- Ed Sullivan Show (CBS, 1966/67)
- Per salire più in basso (The Great White Hope), regia di Martin Ritt (1970)
- Bedknobs and Broomsticks (1970)
- Charlie and the Angel (1972)
- The New Bill Cosby Show (1972)
- Free to Be… You and Me (1974)
- Minstrel Man (CBS, 1977)
- La febbre del successo (Il cantante di jazz) (1980)

## Ulteriore documentazione
- Chujoy, Anatole. The Dance Encyclopedia. (Simon and Schuster, 1967) ISBN 0-671-24027-7
- McKayle, Donald. Transcending Boundaries: My Dancing Life (ISBN 0-415-27017-0)
- Playbill Magazine, May 1981 edition